# Anthony Dirrell
Anthony Dirrell (Flint, Míchigan, Estados Unidos, 14 de octubre de 1984) es un boxeador estadounidense. Es dos veces campeón de peso súper mediano del CMB, ostentando dicho título desde febrero de 2019 y anteriormente de 2014 a 2015. Es el hermano menor del medallista de bronce olímpico 2004, Andre Dirrell, quien también es boxeador profesional.

## Carrera profesional
Anthony Dirrell hizo su debut profesional el 27 de enero de 2005 contra Henry Dukes. Dirrell lo detuvo en la primera ronda. Dirrell tuvo su próxima pelea el 11 de febrero de 2005 contra Dewayne Warren. Dirrell derribó a Warren dos veces en la primera ronda y dos veces más en la segunda ronda. Dirrell ganó por TKO.
Dirrell tuvo su tercera pelea contra Larry Brothers en la que Dirrell ganó por TKO en la segunda ronda. Dirrell tuvo su cuarta pelea contra Mike Walthier derrotándolo en la primera ronda.
El 24 de abril de 2015, Anthony Dirrell debutó con Premier Boxing Champions contra Badou Jack en el UIC Pavilion en Chicago, IL.

### Dirrell vs. Bika
Luego de una racha de 23 victorias consecutivas, Dirrell tuvo la oportunidad de convertirse en el retador obligatorio para el título de peso súper mediano del CMB. Registró su 24ª victoria consecutiva con una victoria sobre Renan St-Juste, cuando su oponente no pudo continuar debido a una lesión en el hombro. Después de otro par de victorias, el 12 de diciembre de 2013, Dirrell se enfrentó al campeón Sakio Bika en el Barclays Center en Brooklyn, Nueva York por el título. Después de 12 asaltos, los jueces dictaminaron la pelea como un empate.
El 16 de agosto de 2014, en el StubHub Center en Carson, California, Dirrell se enfrentó a Bika en una revancha por el campeonato. Después de otros 12 asaltos, los jueces otorgaron la pelea y el título a Dirrell por decisión unánime.

### Dirrell vs. Jack
La próxima pelea de Dirrell fue el 24 de abril de 2015 contra Badou Jack en el UIC Pavilion en Chicago. El retador Jack le entregó a Dirrell su primera derrota en toda regla con una decisión mayoritaria en la que el sueco, de 31 años, controló la pelea en las rondas medias, confiando en un fuerte golpe y agresividad para superar a Dirrell y obtener una victoria por decisión mayoritaria.
Después de que Badou Jack dejara vacante el título súpermediano del CMB, el presidente, Mauricio Sulaiman, ordenó una pelea entre Dirrel y Callum Smith por el título vacante. Tras la entrada de Smith en la World Boxing Super Series, se anunció que la lucha por el título vacante sería entre Dirrell y David Benavidez. El 5 de agosto, el CMB anunció que Dirrell no podría pelear debido a una lesión y la pelea por el título mundial vacante sería entre Benavidez y Ronald Gavril.

## Récord profesional
| 34 Ganadas (25 KOs), 3 Derrotas, 2 Empates |        |                          |      |               |            |                                                              |                                                                                     |
| Res.                                       | Récord | Oponente                 | Tipo | Rd., Tiempo   | Datos      | Localidad                                                    | Notas                                                                               |
| D                                          | 34–3–2 | Caleb Plant              | KO   | 9 (12), 2:57  | 15-10-2022 | Barclays Center, Nueva York                                  |                                                                                     |
| G                                          | 34–2–2 | Marcos Hernández         | TKO  | 4 (10), 0:22  | 06-11-2021 | MGM Grand, Las Vegas, Nevada                                 |                                                                                     |
| E                                          | 33–2–2 | Kyrone Davis             | SD   | 12            | 27-02-2021 | Shrine Exposition Center, Los Ángeles, California            |                                                                                     |
| D                                          | 33–2–1 | David Benavidez          | TKO  | 9 (12), 1:39  | 28-09-2019 | Staples Center, Los Ángeles, California                      | Pierde el título mundial de la WBC del peso supermediano                            |
| G                                          | 33–1–1 | Avni Yıldırım            | TD   | 10 (12), 1:55 | 23-02-2019 | Minneapolis Armory, Minneapolis, Minnesota                   | Gana el título mundial vacante de la WBC del peso supermediano                      |
| G                                          | 32–1–1 | Abraham Han              | UD   | 10            | 28-04-2018 | Don Haskins Center, El Paso, Texas                           |                                                                                     |
| G                                          | 31–1–1 | Denis Douglin            | TD   | 6 (10), 1:58  | 17-11-2017 | Dort Federal Credit Union Event Center, Flint, Míchigan      | TD unánime después de que Dirrell fuera cortado por un choque accidental de cabezas |
| G                                          | 30–1–1 | Norbert Nemesapati       | RTD  | 6 (10), 3:00  | 13-01-2017 | Park Race Track, Hialeah, Florida                            |                                                                                     |
| G                                          | 29–1–1 | Caleb Truax              | TKO  | 1 (10), 1:49  | 29-04-2016 | Etess Arena, Atlantic City, New Jersey                       |                                                                                     |
| G                                          | 28–1–1 | Marco Antonio Rubio      | UD   | 10            | 06-09-2015 | American Bank Center, Corpus Christi, Texas                  |                                                                                     |
| D                                          | 27–1–1 | Badou Jack               | MD   | 12            | 24-04-2015 | UIC Pavilion, Chicago, Illinois                              | Pierde el título mundial de la WBC del peso supermediano                            |
| G                                          | 27–0–1 | Sakio Bika               | UD   | 12            | 16-08-2014 | StubHub Center , Carson, California                          | Gana el título mundial de la WBC del peso supermediano                              |
| E                                          | 26–0–1 | Sakio Bika               | SD   | 12            | 07-12-2013 | Barclays Center, New York City, New York                     | Por el título mundial de la WBC del peso supermediano                               |
| G                                          | 26–0   | Anthony Hanshaw          | TKO  | 3 (10), 2:36  | 27-07-2013 | AT&T Center, San Antonio, Texas                              |                                                                                     |
| G                                          | 25–0   | Don Mouton               | UD   | 8             | 03-05-2013 | Cosmopolitan of Las Vegas Chelsea Ballroom, Paradise, Nevada |                                                                                     |
| G                                          | 24–0   | Renan St-Juste           | TKO  | 4 (12), 2:54  | 02-12-2011 | Chumash Casino Resort, Santa Ynez, California                |                                                                                     |
| G                                          | 23–0   | Kevin Engel              | KO   | 2 (10), 1:44  | 22-07-2011 | Morongo Casino Resort & Spa, Cabazon, California             |                                                                                     |
| G                                          | 22–0   | Dante Craig              | KO   | 5 (10), 1:50  | 02-07-2011 | Atwood Stadium, Flint, Míchigan                              | Gana el título vacante UBO Inter-Continental del peso supermediano                  |
| G                                          | 21–0   | Alberto Mercedes         | TKO  | 3 (8), 2:48   | 13-05-2011 | Chumash Casino Resort, Santa Ynez, California                |                                                                                     |
| G                                          | 20–0   | Daryl Salmon             | TKO  | 3 (8), 2:34   | 15-10-2010 | Buffalo Run Casino, Miami, Oklahoma                          |                                                                                     |
| G                                          | 19–0   | Jimmy Campbell           | KO   | 1 (6), 2:06   | 17-09-2010 | Star of the Desert Arena, Primm, Nevada                      |                                                                                     |
| G                                          | 18–0   | Alfredo Contreras        | TKO  | 7 (8), 2:32   | 07-08-2009 | Star of the Desert Arena, Primm, Nevada                      |                                                                                     |
| G                                          | 17–0   | Alexander Pacheco Quiroz | TKO  | 1 (6), 0:51   | 01-05-2009 | Chumash Casino Resort, Santa Ynez, California                |                                                                                     |
| G                                          | 16–0   | Dominique Azeez          | KO   | 1 (4), 2:59   | 28-03-2009 | Buffalo Run Casino, Miami, Oklahoma                          |                                                                                     |
| G                                          | 15–0   | Jose Medina              | UD   | 4             | 14-02-2009 | BankAtlantic Center, Sunrise, Florida                        |                                                                                     |
| G                                          | 14–0   | Robert Kliewer           | TKO  | 2, 1:03       | 05-12-2008 | Chumash Casino Resort, Santa Ynez, California                |                                                                                     |
| G                                          | 13–0   | Andy Mavros              | UD   | 4             | 11-10-2008 | Pearl Concert Theater, Paradise, Nevada                      |                                                                                     |
| G                                          | 12–0   | James Hopkins            | TKO  | 1 (8), 1:12   | 22-12-2006 | Perani Arena and Event Center, Flint, Míchigan               |                                                                                     |
| G                                          | 11–0   | James North              | TKO  | 4 (6), 1:18   | 17-11-2006 | Soboba Casino, San Jacinto, California                       |                                                                                     |
| G                                          | 10–0   | Billy Thompson           | UD   | 6             | 02-09-2006 | Staples Center, Los Ángeles, California                      |                                                                                     |
| G                                          | 9–0    | James Morrow             | TKO  | 1 (6), 1:37   | 23-06-2006 | Oracle Arena, Oakland, California                            |                                                                                     |
| G                                          | 8–0    | Juan Carlos Ramos        | TKO  | 1 (6), 2:54   | 25-05-2006 | Pechanga Resort & Casino, Temecula, California               |                                                                                     |
| G                                          | 7–0    | Chris Grays              | TKO  | 1, 2:59       | 17-12-2005 | The Palace, Auburn Hills, Míchigan                           |                                                                                     |
| G                                          | 6–0    | Yameen I Muhammad        | KO   | 1 (6), 0:22   | 04-11-2005 | The Palace, Auburn Hills, Míchigan                           |                                                                                     |
| G                                          | 5–0    | Gabriel Rivera           | TKO  | 2 (6), 2:53   | 12-08-2005 | The Palace, Auburn Hills, Míchigan                           |                                                                                     |
| G                                          | 4–0    | Mike Walthier            | KO   | 1 (6), 1:43   | 29-04-2005 | The Palace, Auburn Hills, Míchigan                           |                                                                                     |
| G                                          | 3–0    | Larry Brothers           | TKO  | 2 (4), 1:14   | 10-03-2005 | Michael's Eighth Avenue, Glen Burnie, Maryland               |                                                                                     |
| G                                          | 2–0    | Dewayne Warren           | TKO  | 2 (4), 1:30   | 11-02-2005 | Philips Arena, Atlanta, Georgia                              |                                                                                     |
| G                                          | 1–0    | Henry Dukes              | TKO  | 1 (4), 1:20   | 27-01-2005 | Michael's Eighth Avenue, Glen Burnie, Maryland               |                                                                                     |